# Spildte Intentioner
|  | Denne artikel er oprettet af botten Steenthbot ud fra en ekstern database. Den kan derfor have sproglige fejl eller mangler. Denne skabelon kan fjernes efter kontrol af indholdet. |

Spildte Intentioner er en dansk kortfilm fra 2012 instrueret af Josefine Mølvig Exner og efter manuskript af Henriette Vinther Toft.

## Handling
Jonas vil gerne fri til kæresten Helene og vælger efter sin egen overbevisning det mest romantiske sted. Helene er dog ikke helt af den samme overbevisning og både Spanien, flirtende servitricer og cola er ved at komme i vejen for deres forhold. Men Helene får selv gode idéer hen ad vejen.